# 9537 Nolan
9537 Nolan (1982 BM) là một tiểu hành tinh vành đai chính được phát hiện ngày 18 tháng 1 năm 1982 bởi E. Bowell ở trạm Anderson Mesa thuộc Đài thiên văn Lowell.